# Повітряна зйомка
Повітряна зйомка, повітряне знімання (рос. воздушная съемка, англ. air distribution measurements; нім. Messungen f pl der Wetterverteilung f, Luftaufnahme f) — у гірництві — комплекс робіт з визначення характеру розподілу повітря у виробках шахти (або її частини). Повітряне знімання полягає у вимірюваннях швидкості повітря і площі поперечного перетину виробок з подальшим обчисленням витрат повітря і складанням його балансу. Для підвищення точності повітряного знімання додатково вимірюють тиск і температуру повітря. Пункти вимірів при повітряному зніманні вибирають з таким розрахунком, щоб визначити витрати вхідного і вихідного повітря для шахти загалом і окр. об’єктів провітрювання (дільниць, очисних і підготовчих виробок, камер, пластів, крил тощо), а також втрат повітря. Повітряне знімання — складова частина депресійної зйомки і зйомки газової.